# Andrographis elongata
Andrographis elongata är en akantusväxtart som först beskrevs av Vahl, och fick sitt nu gällande namn av T. Anders.. Andrographis elongata ingår i släktet Andrographis och familjen akantusväxter. Inga underarter finns listade i Catalogue of Life.